# NGC 7395
NGC 7395 في الفهرس العام الجديد، هي مجرة، تقع في كوكبة العظاءة. اكتشفت في 21 أغسطس 1873 بواسطة إدوارد ستيفان.

## روابط خارجية
- NGC 7395 على موقع ويكي سكاي: DSS2, SDSS, GALEX, IRAS, Hydrogen α, X-Ray, Astrophoto, Sky Map, Articles and images